# 2000年夏季残疾人奥林匹克运动会捷克代表团
2000年夏季残疾人奥林匹克运动会捷克代表团是捷克派出的2000年夏季残疾人奥林匹克运动会代表团。获得15枚金牌、15枚银牌和13枚铜牌。